# Aporcelaimellus
Aporcelaimellus är ett släkte av rundmaskar. Aporcelaimellus ingår i familjen Aporcelaimidae.
Kladogram enligt Catalogue of Life och Dyntaxa:
| Aporcelaimellus | \| \| Aporcelaimellus maitai \| \| \| \| \| \| Aporcelaimellus obscurus \| \| \| \| \| \| Aporcelaimellus obtusicaudatus \| \| \| \| \| \| Aporcelaimellus simplex \| \| \| \| \| \| Aporcelaimellus taylori \| \| \| \| |
|                 | \| \| Aporcelaimellus maitai \| \| \| \| \| \| Aporcelaimellus obscurus \| \| \| \| \| \| Aporcelaimellus obtusicaudatus \| \| \| \| \| \| Aporcelaimellus simplex \| \| \| \| \| \| Aporcelaimellus taylori \| \| \| \| |
|                 | Aprocelaimus |
|                 | |
|                 | Idiodorylaimus |
|                 | |
|                 | Makatinus |
|                 | |
|                 | Takamangai |
|                 | |
|                 | Torumanawa |
|                 | |
|                 | Aporcelaimellus maitai |
|                 | |
|                 | Aporcelaimellus obscurus |
|                 | |
|                 | Aporcelaimellus obtusicaudatus |
|                 | |
|                 | Aporcelaimellus simplex |
|                 | |
|                 | Aporcelaimellus taylori |
|                 | |

|  | Aporcelaimellus maitai         |
|  |                                |
|  | Aporcelaimellus obscurus       |
|  |                                |
|  | Aporcelaimellus obtusicaudatus |
|  |                                |
|  | Aporcelaimellus simplex        |
|  |                                |
|  | Aporcelaimellus taylori        |
|  |                                |